# بن غرخ (تشكدان)
بن غرخ (بالفارسية: بن گرخ) هي قرية تقع في إيران في قسم تشکدان الريفي. يقدر عدد سكانها بـ 52 نسمة .